# Trondheim Lufthavn, Værnes
Trondheim Lufthavn, Værnes, (IATA: TRD, ICAO: ENVA), er en international lufthavn i Stjørdal kommune ved Stjørdalshalsen, i Nord-Trøndelag, cirka 35 km øst for Trondheim, Norge. I 2011 ekspederede den 3.926.461 passagerer og 57.912 starter og landinger, hvilket gør den til den 4. travleste lufthavn i Norge.

## Destinationer
| Flyselskab            | |
| Danish Air Transport  | Oslo/Moss-Rygge |
| Krohn Air             | Molde |
| Norwegian Air Shuttle | Bergen, Harstad/Narvik-Evenes, Oslo-Gardermoen, Sandefjord, Tromsø                                                                           |
| SAS                   | Bergen, Bodø, Oslo-Gardermoen, Stavanger, Tromsø, Ålesund, København, Stockholm Arlanda, Haugesund                                           |
| Widerøe               | Bodø, Brønnøysund, Harstad/Narvik-Evenes, Kristiansand, Kristiansund, Mo i Rana, Mosjøen, Namsos, Oslo/Sandefjord-Torp, Rørvik, Sandnessjøen |

### Charter
| Flyselskab                       | |
| -------------------------------- | --- |
| Thomas Cook Airlines Scandinavia | Antalya, Bourgas, Kreta, Larnaca, Las Palmas, Rhodos, Tenerife Varna                                                                                            |
| SAS                              | Alicante, Antalya, Burgas, Dalaman, Karpathos, Kos, Kreta, Lanzarote, Larnaca, Las Palmas, Mallorca, Olbia, Rhodos, Santorini, Sharm el Shaikh, Split, Tenerife |
| SunExpress                       | Antalya |
| Corendon Airlines                | Antalya |
| Freebird Airlines                | Antalya |
| Tailwind Airlines                | Antalya |
| Pegasus Airlines                 | Antalya |
| Onur Air                         | Bodrum |
| Jet Time                         | Madeira, Lanzarote |
| Primera Air                      | Madeira |
| SATA International               | Madeira |
| Atlantic Airways                 | Vagar |
| Orbest                           | Mallorca |
| Air Europa                       | Mallorca |
| Balkan Holidays Airlines         | Bourgas |
| Aegean Airlines                  | Rhodos |
| Novair                           | Chania |
| Norwegian                        | Antalya, Burgas, Larnaca, Las Palmas, Mallorca, Rhodos, Tenerife                                                                                                |
| Iberia                           | Barcelona, Madrid |
| Iberia Express                   | Barcelona |
| Vueling                          | Barcelona |
| Pullmantur Air                   | Madrid |

Kilde: http://envaspotter.wordpress.com/category/flyselskaper/ Arkiveret 3. december 2013 hos  Wayback Machine

## Jernbanestation
- Værnes Station (Trondheim Lufthavn)